# Burkhard Even
Burkhard Even (* 1960 in Bonn) ist ein deutscher Jurist. Er war von Oktober 2019 bis Juni 2024 ziviler Vizepräsident des Militärischen Abschirmdienstes (MAD). 

## Ausbildung und Studium
Nach dem Abitur studierte Even von 1979 bis 1985 Rechtswissenschaft an der Universität zu Köln und schloss das Studium 1985 mit der ersten Prüfung ab. Von 1985 bis 1989 absolvierte er das Rechtsreferendariat und promovierte in Köln, Bonn und Speyer. Die zweite Staatsprüfung legte Even 1989 ab.

## Bundesministerium des Innern
Daraufhin wurde Even Bundesbeamter im Bundesministerium des Innern. Dort war er unter anderem Referent für polizeiliches Informationswesen, persönlicher Referent des Staatssekretärs für Sicherheit, Referatsleiter für internationale polizeiliche Zusammenarbeit und für Grundsatzfragen des Verfassungsschutzes und der Spionageabwehr. Zwischenzeitlich war er als Dezernatsleiter zur Koblenzer Grenzschutzdirektion abgeordnet.

## Bundesamt für Verfassungsschutz
Im Jahr 1998 wurde Even zum Bundesamt für Verfassungsschutz (BfV) nach Köln versetzt. Dort wurde er zunächst (Referats-)Gruppenleiter für Haushalt und Organisation und danach für Personal in der Abteilung Z (Zentrale Dienste). 2003 übernahm er die Leitung der Abteilung V (Ausländerextremismus) und im Jahr 2007 der Abteilung 4 (Spionageabwehr, Wirtschaftsschutz).

## Militärischer Abschirmdienst
Am 1. Oktober 2019 übernahm Even als erste Person den neu geschaffenen Dienstposten des zivilen Vizepräsidenten des Militärischen Abschirmdienstes. Im Juni 2024 wurde er in den Ruhestand versetzt. Ihm folgte Torsten Akmann nach.

## Veröffentlichungen
- Die Bedeutung der Unantastbarkeitsgarantie des Art. 79 Abs. 3 GG für die Grundrechte (= Europäische Hochschulschriften, Reihe 2, Rechtswissenschaft. Band 730). Peter Lang, Frankfurt am Main et al. 1988, ISBN 978-3-631-40350-1 (Dissertation, Universität zu Köln).